# 포천 군내면 선정비군
군내면 선정비군은 대한민국 경기도 포천시 군내면 구읍리, 청성문화체육공원 내에 있다. 1986년 4월 9일 포천시의 향토유적 제7호로 지정되었다.

## 개요
조선후기 포천지역 현감과 군수들의 업적을 기리기 위해 세운 비석이다.
본래는 포천향교 앞과 내촌면 내리 일대에 흩어져 있었으나 군내면 입구 반월산 밑 국도변에 일렬로 정리하였다가 다시 1997년에 청성문화체육공원으로 이전 정비하였다.
이 비석들은 모두 13기인데, 18세기 초부터 19세기 말까지 포천으로 부임하여 선정을 베푼 역대 현감 군수들의 은덕을 기리고 칭송하기 위한 공덕비로서, 포천 지역의 향토사 연구에 좋은 자료들이다. 

## 세부 내역
| 세번 | 명칭                                                                                | 규모                           | 연대             | 특징                        |
| ---- | ----------------------------------------------------------------------------------- | ------------------------------ | ---------------- | --------------------------- |
| (1)  | 방백전후남활민비 (方伯全候南活民碑) 己卯三月日立 영세불망 (永世不忘)                | 높이 140cm, 폭 50cm, 두께 20cm | 영조 35년 (1759) |                             |
| (2)  | 현감심후정고청덕선정비 (縣監沈候廷考淸德善政碑) 內成二月立                          | 높이 140cm, 폭 45cm, 두께 15cm | 숙종 32년 (1706) | 비두(碑頭)에 운문(雲文)조각 |
| (3)  | 현감이후윤식청덕애민선정비 (縣監李候允植淸德愛民善政碑) 辛卯十月立                  | 높이 130cm, 폭 50cm, 두께 20cm | 순조 31년 (1831) |                             |
| (4)  | 현감조공문화청덕애민선정비 (縣監趙公文和淸德愛民善政碑) 도광정미(道光丁未) 八月日立 | 높이 126cm, 폭 50cm, 두께 20cm | 현종 13년 (1847) |                             |
| (5)  | 현감이송경주영세불망비 (縣監李松競柱永世不忘碑) 庚辰立                              | 높이 129cm, 폭 50cm, 두께 20cm | 고종 17년 (1880) |                             |
| (6)  | 현감심공흥조청덕애민선정비 (縣監沈公興祖淸德愛民善政碑) 己亥立                      | 높이 118cm, 폭 40cm, 두께 25cm | 순조 5년 (1839)  |                             |
| (7)  | 현감홍공태윤영세불망비 (縣監洪公泰潤永世不忘碑) 甲午立                              | 높이 113cm, 폭 40cm, 두께 25cm | 고종31년 (1894)  |                             |
| (8)  | 행현감홍후재의애민선정비 (行縣監洪候在義愛民善政碑) 癸未三月立                      | 높이 115cm, 폭 40cm, 두께 20cm | 고종 20년 (1883) |                             |
| (9)  | 행군수박공영세청덕비 (行郡守朴公永世淸德碑) 丙申八月立                              | 높이 111cm, 폭 40cm, 두께 14cm | 건양 1년 (1896)  |                             |
| (10) | (작성중)                                                                            |                                |                  |                             |
| (11) | (작성중)                                                                            |                                |                  |                             |
| (12) | (작성중)                                                                            |                                |                  |                             |
| (13) | (작성중)                                                                            |                                |                  |                             |